# La Catalina
Catalina García, född 4 maj 2000 i Santiago de Chile är en chilensk fribrottare. Hon brottades tidigare i World Wrestling Entertainment under namnet Katrina Cortez, och anställdes som endast 18 år gammal vilket var en historisk händelse för chilensk brottning, då ingen kvinnlig chilensk brottare tidigare brottats i WWE. Innan hon kom till WWE tränades hon på RLL Wrestling Academy. 2021 lämnade hon WWE, mycket på grund av att hennes arbetsvisum löpt ut. Efter detta tog hon karriären till Mexiko, där hon först brottades på den oberoende scenen innan hon blev att affischnamn för Big Lucha.
Den tredje mars 2023 gjorde hon sin debut i Consejo Mundial de Lucha Libre. Fram till och med detta hade Catalina brottas iförd en fribrottningsmask och hennes identitet är var känd av allmänheten, vilket är vanligt inom lucha libre. Men inför hennes debut tog hon frivilligt av sig masken, vilket är mycket ovanligt, då en fribrottare normalt sett förlorar masken genom en förlust i en insatsmatch, så kallad lucha de apuestas.
I CMLL har hon sedan haft en mycket framgångsrik karriär, bland annat en långvarig rivalitet med landsmanninan Stephanie Vaquer, där de båda brottats för New Japan Pro Wrestling, japans största organisation. Flera gånger har utmanat för titeln mot just Vaquer, men aldrig vunnit.
I juli 2024 berättade García att hon kommer att behöva genomgå en operation i augusti samma år för en cysta, och att hon har brottats med mycket smärta det sista året.

## Familj
Catalina är gift med El Elemental, en mexikansk fribrottare från Mérida, känd från Big Lucha och som även brottats mycket i USA och Kanada. Paret gifte sig i april 2024. Elemental tränar nu med CMLL men har ännu (2024) inte gjort sin debut.